# 克拉克頓 (密蘇里州)
克拉克頓（英語：Clarkton）是位於美國密蘇里州鄧克林縣的城市。

## 人口
根據2020年美國人口普查的數據，克拉克頓的面積為2.93平方千米，皆為陸地。當地共有人口1009人，而人口密度為每平方千米344人。